# Walkerana vexans
Walkerana vexans är en insektsart som först beskrevs av Otte, D. och Perez-gelabert 2009.  Walkerana vexans ingår i släktet Walkerana och familjen syrsor. Inga underarter finns listade i Catalogue of Life.